# 德馬拉少
德馬拉少（卑南族：Temalasaw），是台灣卑南族南王部落神話中的人物，在Lrara氏族的神話中，他前往蘭嶼給部落帶來了小米。

## 身世
德馬拉少隸屬於阿拉西斯（Arasis）氏族，但同時也是巴拉哪都（Valangato/Palangato）氏族的後代，為竹生始祖的玄孫、氏族始祖巴督勞（Padungaw）的曾孫，他的父親是來自巴拉哪都氏族的烏都（Utong），為部落的第四任領袖、母親則是阿拉西斯氏族的妲米旦（Tamitan），而從烏都開始，部落頭目的職位都一律傳子，因此德馬拉少成為了第五任領袖，另外也有說法認為他是部落中的祭司。

## 傳說

### 前往蘭嶼
在德馬拉少年輕的時候，部落族人所種植的作物只有旱稻，而他在聽說蘭嶼上的人都是吃小米後，為了給族人增加食物而前往蘭嶼，想要把小米的種子帶回去種（另有說法是無意間來到蘭嶼島或單純只是去那裡玩），他在那裡認識了一名叫黛斑（Tayban）的少女，並且和她結婚。

### 突破檢查
後來德馬拉少打算帶著黛斑和小米種子回去台灣本島，但黛斑一開始認為台灣不易生存而拒絕，直到他把一搓南王部落的土壤帶回蘭嶼給她看，她才因為土壤的肥沃而同意，後來在得到黛斑的哥哥馬魯道（Maludraw）的同意後，兩人便啟程前往台灣，然而，所有離開蘭嶼島的人都必須接受當地居民嚴格的檢查，而且他們不願意讓小米種子外流、將夫妻倆所帶的種子全都沒收了，因此他們最後想出將小米種子藏在陰道和包皮內的方法，成功突破檢查，帶著小米回到台灣（不過黛斑身上的小米在上廁所的時候流掉了）。

### 祭祀
他們在台灣居住一段時間後，便邀請馬魯道也來台灣跟他們一起住（一說馬魯道很擔心妹妹在台灣的生活狀況），馬魯道也很滿意當地的環境，但住了一陣子之後，他因為想念蘭嶼、而且還有需要照顧的家畜和房子，因此又回到了蘭嶼，臨行前他因為認為自己很有可能無法再來到台灣，因此吩咐德馬拉少和黛斑每年收割完小米後都要給自己獻祭，夫妻倆答應了，往後每年七月收割完小米後，夫妻倆都會準備小米飯和甜酒在海邊朝著蘭嶼的方向祭獻，成為今日的「海祭」或稱「農神嘗新祭」（mulaliyaban/pumateru/pumaderu）。

### 其他版本
在南王部落的Sapayan氏族類似的神話中，德馬拉少的定位被沙德勒茂、沙德勒少夫妻取代，他們從海上遷入蘭嶼（不知道他們來自哪裡），但因為蘭嶼上的人對他們很壞，因此他們又選擇離開當地，並且偷渡出小米種子，後來他們抵達台東平原上，為了確認土壤肥不肥沃時將土拿起來看後又隨手拋開，形成了山脈，而這也是東部山多平原少的原因，後來他們為了尋找適合種小米的地方而到處遊走，最後在起源地巴拿巴拿樣落腳並生下一對兄弟，又因孩子受不了海風而遷到山上的峽谷中，直到孩子長大後才因為生活空間不夠而下來，弟弟在這之後告別家人往北發展，成為了南王部落（或說沙巴彥Sapayan氏族）的始祖、哥哥則留在南方，成為知本部落的始祖。

## 其他

### 祭祀對象
雖然有說法認為海祭是要祭祀賜予小米的蘭嶼，但有學者根據其祭典的族語發音，認為其意思比較接近「給大哥的獻祭」，因此性質上比較接近給馬魯道的祭儀。

### 後代
德馬拉少和黛斑後來生有一子一女，女兒琉告（Liogao）夭折、兒子帕拉烏勒（Pala'ul，隸屬黛斑的布度爾Butul氏族）則在日後繼承了其頭目領袖的職位，並且和希妮烏特（Siniu't）結婚，入贅沙巴彥（Sapayan）氏族，而從帕拉烏勒的兒子阿比勒（Apil）開始，連續四代的部落領袖都是跟拉拉（Ra'ra）氏族內部的女性結婚或是隸屬於拉拉氏族，拉拉氏族也因此壯大興起，逐漸掌控南王部落和台東平原。